# Jacinta
Pilar Viñas i Torres (Barcelona, 22 de maig de 1948), artísticament coneguda com a Jacinta, és una cantant catalana.

## Primers anys i formació
Filla de Pilar Torres, mezzosoprano i cantant d'òpera i sarsuela, el seu pare i la seva tia, Emilia Viñas, eren també cantants lírics. Així, doncs, feia classes de cant i piano a casa seva.

## Carrera professional
Salvador Escamilla, artista polifàcetic i promotor de la Nova Cançó, la va fer debutar el 1964 al programa Radioscope, que feia a Ràdio Barcelona. Abans de ser professional, Jacinta va passar un temps actuant a cabarets, associacions i programes de ràdio com ara La comarca nos visita, d' Enrique Fernández, i El show de las 2, de Joaquín Soler Serrano, tots dos a Ràdio Barcelona.
Les editorials discogràfiques d'aquell temps oferien als cantants el repertori de franc i el suport dels pianistes de la casa. D'aquesta manera, Jacinta va treballar amb dos grans pianistes catalans del moment: Alfred Domènech a Ediciones Armónico, de Julio Guiu Clarà, i el mestre Lleó Borrell, a l'editorial Canciones del Mundo, d'August Algueró. Després de fer una prova amb Antoni Ros Marbà fou contractada per la discogràfica Edigsa per cantar tant cançons traduïdes com altres de fetes expressament per a ella per Lleó Borrell, Josep Maria Andreu, Jaume Picas, Isidre Sola o Antoni Ros Marbà.
Els anys 1966 i 1967 participà en el Festival de la Cançó Mediterrània i el Festival de la Cançó Menorquina d'Alaior, amb un tema del mestre Ortega Monasterio: Escolta es vent. I l'any 1967 actuà amb altres cantants -com Serrat i Marià Albero- al Palau de la Música Catalana. Però a finals dels anys seixanta Edigsa, la seva discogràfica, es va abocar amb els cantautors i va deixar de banda les versions d'èxits i la música ballable.
L'any 1968 s'acabava la vida artística de Jacinta a la cançó catalana, tot i que no deixaria la música. Passats els anys tornarà a cantar, enregistrant publicitat per a ràdio i televisió, i als anys vuitanta com a vocalista a l'orquestra de Jordi Doncos o a l'orquestra de la sala Bolero de Barcelona. L'any 1998 començà a donar classes de cant, feina que ja no deixà.

## Vida personal
Es casà amb el saxofonista Josep Fernández Franch i tingué un fill i una filla, que han seguit carreres musicals, com a clarinetista i com a pianista respectivament.

## Discografia[7]
Jacinta va gravar en solitari entre 1965 i 1968 sis discos en català i un en gallec, i un altre amb Salvador Escamilla amb cançons de Disney en català.
- 1. Jacinta (1965). EP Edigsa. Referència CM 96. Temes: 1. I si algun dia, 2. Sóc d'algú, 3. Has perdut el meu nom, 4. El cor canviará.
- 2. Jacinta (1966). EP Edigsa. Temes: 1. Quan surti el sol (Lleó Borrell - Isidre Sola), 2. Crida'm (Call me, de T. Hatch), 3. Dos passavolants (Strangers in the night, de Kaempfert, Singleton, Snyder), 4. Les teves mans (J. M. Andreu, Lleó Borrell).
- 3. Jacinta, volum II (1966). EP Edigsa. Temes: 1. Tu ets com era (Tu sei quella, d'A. Anelli i L. Bereta), 2. Si vols (J. M. Andreu - Ll. Borrell), 3. Si ell em portés roses (Red roses for a blue lady, de Tepper i Bennett), 4 Digue'm (J. M. Andreu - Ll. Borrell).
- 4. Jacinta, vol III (1967) EP) Edigsa, Col·lecció Galaxia 1967. Disc en llengua gallega. Temes: 1. As tuas mans (Les teves mans, de J. M. Andreu - Lleó Borrell), 2. Estranos na noite (Strangers in the night, de Kaempfert, Singleton, Snyder), 3. Chámame (Call me, de Tony Hatch), 4. Setembre está lonxe (See you in september, de M. Simille, S. Edwards, S. Wayne).
- 5. Jacinta vol. IV (1967) EP Edigsa. Referència CM 173. Temes: 1. Soc molt poca cosa, 2. Ets per tot arreu (All I see is you), 3. És lluny el setembre (See You in September), 4. La música s'acaba (La musica e finita).
- 6. L'arbre de Nadal (1967) EP Edigsa. Temes: 1. Santa Nit (Stille Nacht, de F. Gruber), 2. L'arbre (Popular), 3.Nadal blanc (White Christmas, Adaptació de C. Mapel – I. Berlin), 4. Per damunt la neu (Jingle Bells, Adaptada per A. Bery – Pierpont).
- 7. Les cançons de Walt Disney. Salvador Escamilla i Jacinta. (Edigsa, 1968)
- 8. Jacinta. San Remo 68 (1968) EP. DDC. Temes: 1. Cançó per a tu (Canzone per te, de Sergio Endrigo), 2.Tarda (Sera, de Lo Vecchio, Vecchioni), 3. No, amor (No, amore, d'Intra Pallavicini), 4. Els meus ulls (Gli occhi miei, de Donida, Giulio Rapetti Mogol).

## Redescoberta
L'any 2021 els cantants solsonins Montserrat Isanta i Eduard Gener, redescobrint els cantants de la Nova Cançó menys coneguts i altres del mateixos anys, i a partir de la cançó de Jacinta Soc ben poca cosa, van organitzar uns concerts que anomenaren precisament «Poca cosa», per fer un repàs a aquelles «músiques valentes» que sonaven a Catalunya entre 1965 i 1970.